# 이누야마 가미코
이누야마 가미코(일본어: 犬山 紙子, 1981년 12월 28일~)는 일본의 여성 칼럼니스트이자, 수필가이다.

## 저서
- 잃어버린 미녀 룩스가 원이 된다 (2011년 10월 13일, 매거진 하우스 ) ISBN 978-4838723522
- 잃어버린 미녀 룩스가 원이 된다 (magazinehouse pocket)(2013년 9월 24일, 매거진 하우스) 대증량의 신장판 ISBN 978-4838726134
- 사도 모테! 온나의 왕도를 흘리지 않는 여자를 위한 신모 데론
- 연애 카스트 사랑 에 괴롭히는 모든 여자에게 바치는 「기도 모테」의 추천 (다카라지마 SUGOI 문고)
- 거리 콘의 진짜 곳 (2013년 1월 22일, 신인물 왕래사 ) ISBN 978-4404042903
- 미움받은 여자 50 (2013년 4월 20일, 베스트셀러) ISBN 978-4584134924
- 지뢰수첩 미움받은 여자 50의 비밀 (분춘 문고)(2015년 5월 8일 문예춘추) ISBN 978-4167903732
- 고학력 남자는 왜 인기가 없는지 (후와 사 신서 )
- 여자는 웃는 얼굴로 맞는 마운팅 여자 의 실태

마운팅 여자의 세계 여자 는 미소로 때려 맞는다 (지쿠마 분고)
- 베스트 에세이 2014 (2014년 6월, 일본 문예가 협회 편) ISBN 978-4895287371

이누야마 가미코 「GODDOG」를 수록.
SNS 모리 사랑과 일로 차이를 내는 비밀 테크 (2015년 3월 10일 학연) ISBN 978-4054062283
- 말하지 말아야 할 빌어 먹을 (2015년 10월 15일 포플러사) ISBN 978-4591146590
- 슬픔 온나들의 버릇 (2015년 12월 15일　브런 카사 )
- 나, 아이를 원할지도 모른다. : 임신·출산·육아의 “어떻게 하자”를 철저히 생각해 보았습니다 (2017년 6월 23일 평범사 ) ISBN 978-4582837612
- 조언이라고 생각하면 저주였다. (포플러 문고)(2018년 6월 5일, 포플러사 ) ISBN 978-4591159248
- 모든 부부에게는 문제가 있고, 모든 문제에는 해결책이 있다. (후와사 신서)